# La Légende de Sérenna
La Légende de Sérenna (The Mermaid Chair) est un téléfilm américain de Steven Schachter, diffusé le 9 septembre 2006 sur Lifetime.

## Synopsis
Jessie mène une existence banale auprès de son mari, Hugh, et de sa fille Dee. Mais un jour, un coup de téléphone bouleverse sa vie : elle apprend, par une amie, que sa mère, qui vit toujours sur l'île où elle a passé son enfance, s'est coupée un doigt. Jessie se rend immédiatement sur les lieux. Elle fait la rencontre de Thomas, un moine sur le point de prononcer ses vœux définitifs. C'est le début d'une histoire d'amour interdite…

## Fiche technique
- Réalisation : Steven Schachter
- Scénario : Suzette Couture, d'après le roman de Sue Monk Kidd
- Directeur de la photographie : Mike Southon
- Société de production : Egret Island Productions
- Pays d'origine :  États-Unis,  Canada
- Durée : 89 minutes

## Distribution
- Kim Basinger : Jessie Sullivan[2]
- Alex Carter : Brother « Whit » Thomas
- Bruce Greenwood : Hugh Sullivan
- Roberta Maxwell (en) : Nelle
- Debra Mooney : Kat
- Lorena Gale : Hepzibah
- Ellie Harvie (en) : Benne
- Ken Pogue : Father Dominic
- Victoria Anderson : Dee
- Shaun Johnston : Joseph Dubois
- Alex Bruhanski : Shem
- Terence Kelly (en) : Dom Anthony
- Joanne Wilson : Woman Patient
- Sy Pederson : Brother Timothy
- L. Harvey Gold : Tourist
- Enid-Raye Adams : Young Nelle
- Zemphira Gosling : Young Jesse
- Tammy Gillis (en) : Young Kat
- Marsha Regis : Young Hepzibah
- Owen Vaags : Young Mike
- Samara Johnson : Young Benne
- Ed Chow : Father Sebastian
- Alex Dworak : Young Father Dominic
- Byron Brisco : Young Shem
- Roberta Cenedese : Mermaid #1
- Ananda Escudero : Mermaid #2
- Mandy-Raye Cruikshank : Mermaid #3